# Gabrje (Novo mesto)

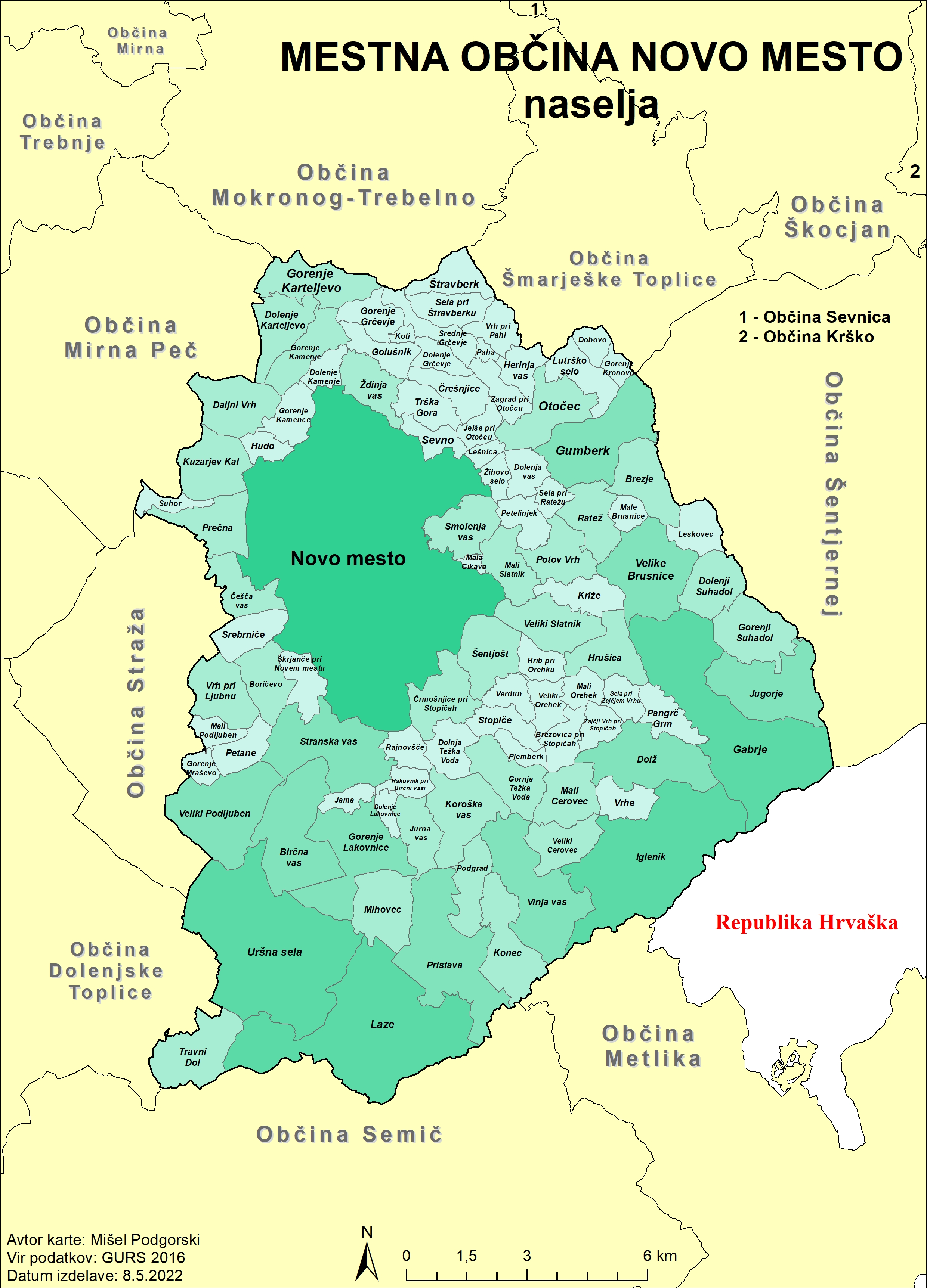
Ortschaften der Stadtgemeinde Novo mesto

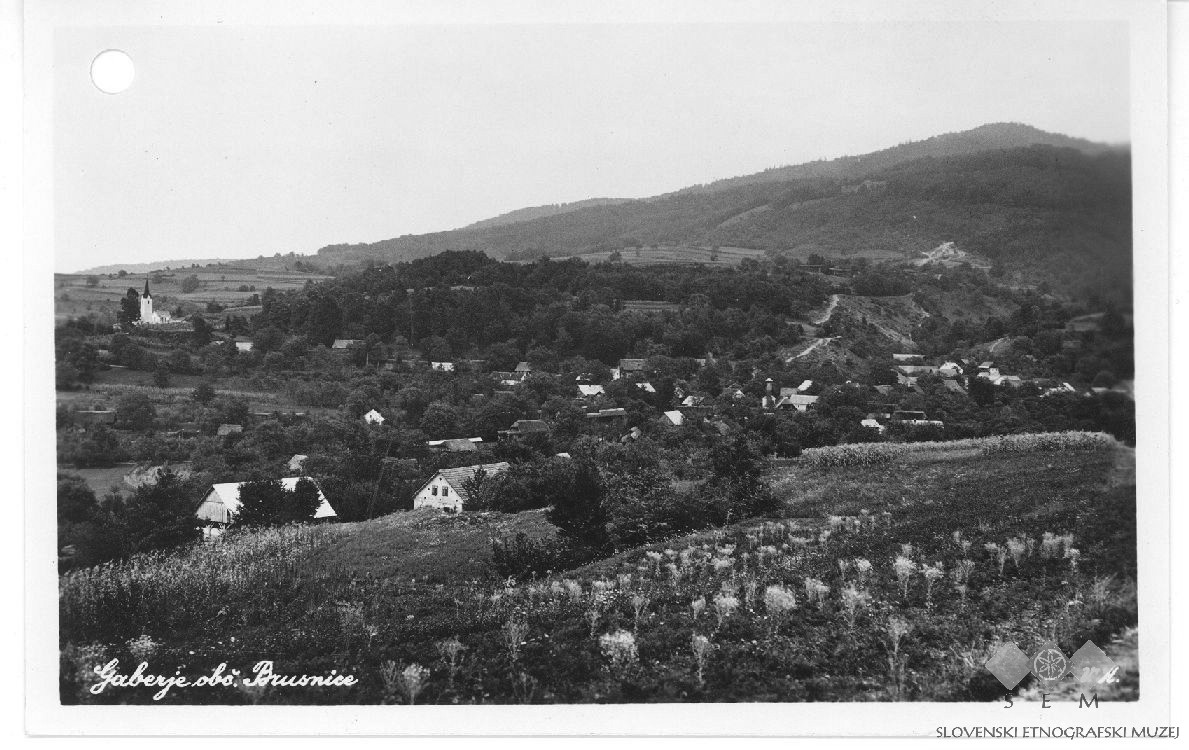
Historische Postkarte von Gabrje

Gabrje ist der Name einer zur slowenischen Stadtgemeinde Novo mesto gehörenden, im Osten des Landes am Fuß des Žumberak-Gebirges liegende Ortschaft und Ortsgemeinschaft.

## Ortsgemeinschaft
Zur Ortsgemeinschaft gehören die Siedlungen Gabrje und Jugorje.

## Geschichte
Der Ort war im 15. Jahrhundert unter der Bezeichnung Gabriach bekannt.

## Lage
Das Dorf liegt in ostsüdöstlicher Richtung knapp 8,5 Kilometer Luftlinie entfernt vom Stadtkern von Novo mesto.
Im Süden des Ortsgebiets liegt bewaldetes Gebirge, dort grenzt das Gebiet einerseits an die Ortsgebiete von Dolž und Iglenik im Westen sowie das zur Gemeinde Šentjernej gehörende Cerov log im Osten, im Süden liegt die Staatsgrenze zu Kroatien.
An der Grenze zu Cerov log im südöstlichen Ende des Gemeindegebiets erhebt sich der im slowenischen als Trdinov vrh bezeichnete höchste Berg des Žumberak-Gebirges. Südlich des Ortskerns entspringt ein Nebenarm der Klamfer, der in westlicher Richtung nach Pangrč Grm fließt und sich dort mit anderen Armen des Flusses vereint.

## Sehenswürdigkeiten
Die örtliche Kirche ist Johannes dem Täufer geweiht und wurde Ende des 15., Anfang des 16. Jahrhunderts erbaut. Die vergoldeten Altare gehören zum nationalen Kulturerbe Sloweniens. Die Kirchengemeinde gehört zu der in Velike Brusnice ansässigen Pfarrei.

## Wirtschaft
Wie die umgebenden Orte Pangrč Grm, Hrušica, Velike Brusnice, Gorenji Suhadol und Jugorje ist Gabrje stark landwirtschaftlich geprägt, insbesondere wird auch Weinbau unter anderem mit der Weinspezialität Cviček betrieben.